# David Hurley
David John Hurley (sinh ngày 26 tháng 8 năm 1953) là cựu sĩ quan cao cấp trong Lục quân Úc từng giữ cương vị Toàn quyền Úc thứ 27, từ ngày 1 tháng 7 năm 2019 đến ngày 1 tháng 7 năm 2024.Trước đây ông là Thống đốc thứ 38 bang New South Wales, từ năm 2014 đến năm 2019.
Trong sự nghiệp quân sự kéo dài 42 năm, Hurley triển khai Chiến dịch Solace ở Somalia năm 1993, chỉ huy Lữ đoàn 1 (1999–2000), Trưởng phòng Điều hành (2007–2008), và từng là Phó Tư lệnh Lực lượng Quốc phòng (2008–2011). Sau đó ông được bổ nhiệm làm Tổng Tư lệnh Lực lượng Quốc phòng vào ngày 4 tháng 7 năm 2011, kế tiếp người tiền nhiệm là Đại tướng Không quân Angus Houston. Hurley rút ra khỏi quân đội vào tháng 6 năm 2014 để lên chức Thống đốc bang New South Wales vào ngày 2 tháng 10 năm 2014, kế nhiệm bà Marie Bashir.

## Tiểu sử

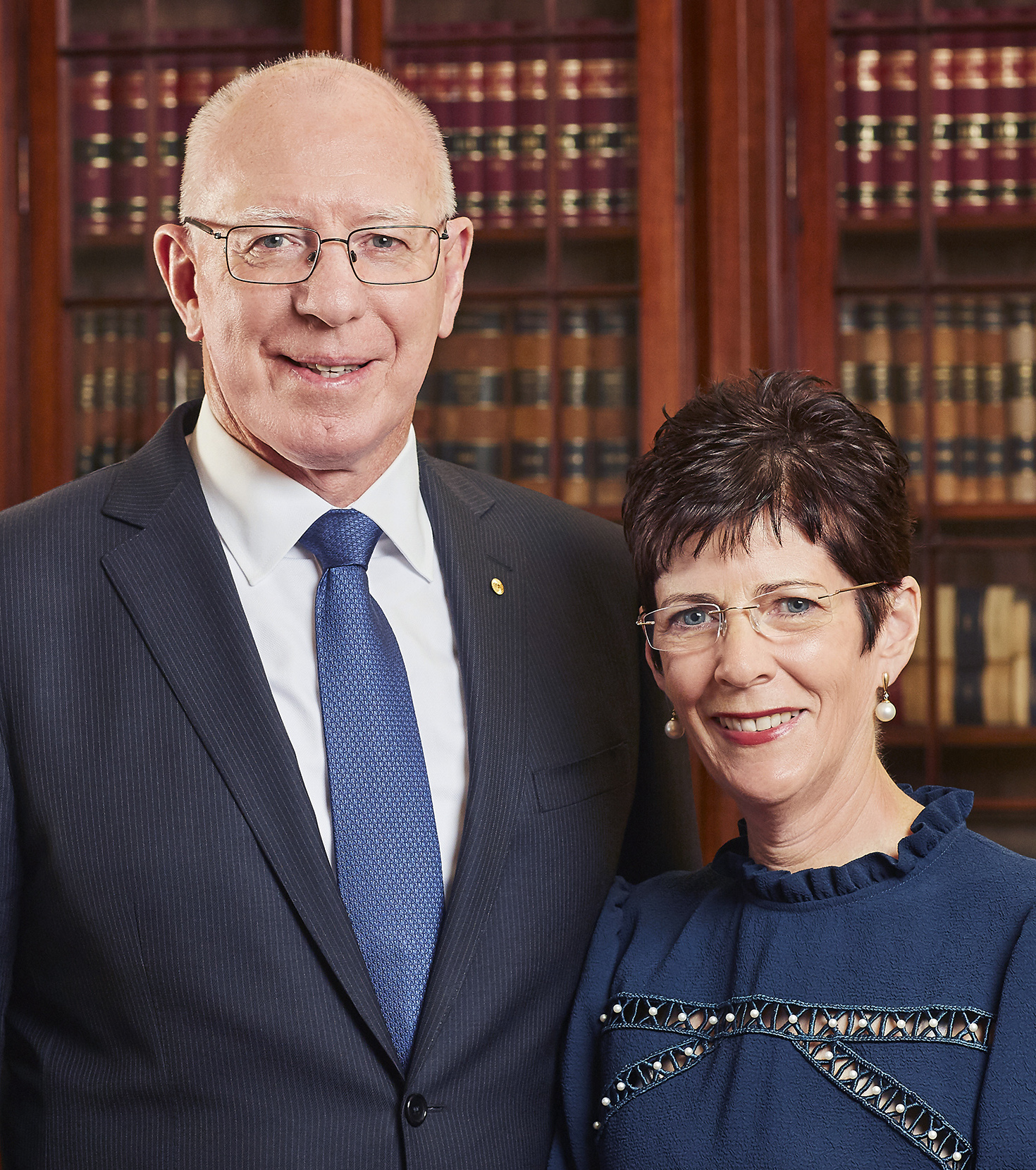
Hurley chụp với vợ mình tên là Linda

David John Hurley sinh ngày 26 tháng 8 năm 1953 tại Wollongong, New South Wales. Cha ông là thợ luyện thép vùng Illawarra, còn mẹ ông làm việc trong một cửa hàng tạp hóa. Hurley lớn lên ở Cảng Kembla, theo học tại trường trung học Cảng Kembla, hoàn thành chứng chỉ trung học vào năm 1971. Sau đó, ông tốt nghiệp trường Đại học Quân sự Hoàng gia, Duntroon, nhận bằng Cử nhân Khoa học xã hội và Văn bằng tốt nghiệp về Nghiên cứu Quốc phòng của mình.
Hurley kết hôn với Linda (tên khai sinh: McMartin) và có ba người con.

## Sự nghiệp quân sự
Hurley trúng tuyển vào Đại học Quân sự Hoàng gia, Duntroon vào tháng 1 năm 1972, lúc còn là sĩ quan. Hurley tốt nghiệp Đại học vào tháng 12 năm 1975, và được bổ nhiệm chức trung úy trong Quân đoàn Bộ binh Hoàng gia Úc. Ban đầu ông làm việc trong Tiểu đoàn 1, Trung đoàn Hoàng gia Úc (1RAR). Sau khi thăng chức lên Đại úy, ông được bổ nhiệm làm sĩ quan phụ tá cho Trung đoàn Đại học Sydney trước khi trở thành sĩ quan phụ tá cho Trung đoàn Hoàng gia Úc.
Năm 1990, Hurley thăng thức lên Trung tá, trở thành Cố vấn viên cao cấp, làm việc trong Văn phòng Bộ trưởng Quân đội. Ông lãnh đạo Chiến dịch Solace ở Somalia năm 1993. Ông được trao tặng Thập tự Quân chủng xuất sắc cho sự cống hiến của mình. Năm 1994, Hurley làm việc trong trụ sở Sư đoàn 1.
Sau khi thăng chức Đại tá, tháng 6 năm 1994, Hurley được bổ nhiệm làm Tham mưu Trưởng của Sư đoàn 1.
Tháng 1 năm 2012, Hurley trải qua 40 năm phục vụ cho Lực lượng Quốc phòng Úc. Ngày 20 tháng 1 khi đang ở Paris, ông được CDF trao tặng phù hiệu Sĩ quan Bắc Đẩu Bội tinh. Tháng 2 cùng năm, ông được trao tặng Huân chương Lực lượng Quân chủng Quốc phòng. Hurley thôi làm việc trong Quân đội Úc từ ngày 30 tháng 6 năm 2014, người kế nhiệm là Đại tướng Không quân Mark Binskin.

## Thống đốc bang New South Wales

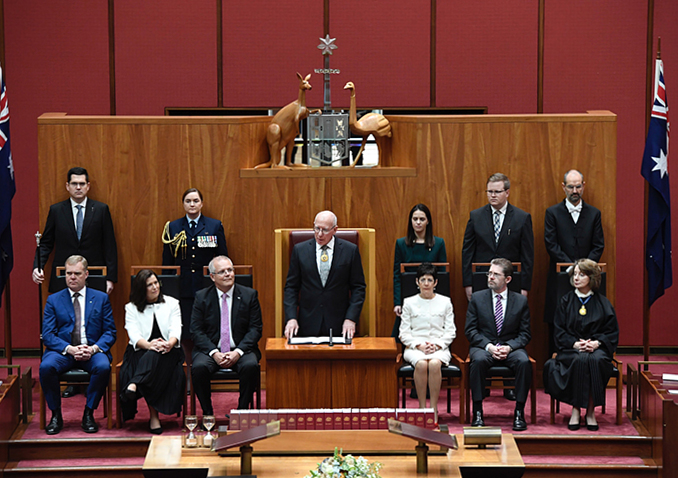
Hurley tại buổi lễ tuyên thệ nhậm chức Toàn quyền thứ 27.

Vào ngày 5 tháng 6 năm 2014, Thủ tướng New South Wales Mike Baird tuyên bố Hurley sẽ là người kế nhiệm bà Marie Bashir trở thành Thống đốc bang New South Wales, lễ tuyên thệ diễn ra vào ngày 2 tháng 10 năm 2014.

## Toàn quyền Úc
Ngày 16 tháng 12 năm 2018, Thủ tướng Scott Morrison tuyên bố Hurley sẽ trở thành người kế nhiệm Toàn quyền Úc, bắt đầu từ ngày 1 tháng 7 năm 2019. Margaret Beazley sẽ thay thế chức Thống đốc bang New South Wales. Hurley tuyên thệ nhậm chức Toàn quyền thứ 27 tại Tòa nhà Quốc hội, Thủ đô Canberra vào ngày 1 tháng 7 năm 2019.

## Các chức vụ khác
Hurley còn giữ chức nhà bảo trợ danh dự của Câu lạc bộ bóng bầu dục cựu chiến binh ACT.